# Zebince (Novo Brdo)
Pour l’article homonyme, voir Zebince.
Zebince en serbe latin et Zebincë en albanais (en serbe cyrillique : Зебинце) est une localité du Kosovo située dans la commune/municipalité de Novobërdë/Novo Brdo, district de Pristina (Kosovo) ou district de Kosovo-Pomoravlje (Serbie). Selon le recensement kosovar de 2011, elle compte 165 habitants, tous serbes.

## Démographie

### Évolution historique de la population dans la localité
| 1948 | 1953 | 1961 | 1971 | 1981 | 1991 | 2011 |
| ---- | ---- | ---- | ---- | ---- | ---- | ---- |
| 444  | 534  | 599  | 591  | 405  | 280  | 165  |

|  |